# Marie Fredriksson
Gun-Marie Fredriksson, més coneguda com a Marie Fredriksson, (Össjö, municipi d'Ängelholm, Comtat d'Escània, Suècia, 30 de maig de 1958 - Djursholm, 9 de desembre de 2019) fou una compositora i cantant sueca. Juntament amb Per Gessle crearen el duet Roxette.

## Començament
Marie provenia d'una família pobre de cinc fills. El seu interès per la música va ser des de molt jove. Després d'intentar aprendre en una escola de música i algunes actuacions teatrals se'n va anar cap a Halmstad. Faria una incursió en la banda del seu noi tocant a diversos locals. Amb una nova parella, formarien Mamas Barn que només enregistraria un àlbum. Durant aquests assajos ja va conèixer en Per. I avorrida de les bandes aconseguiria una audició amb el seu productor Lasse Lindbom que quedaria impressionat per la veu. Finalment li va oferir un contracte.
Lindbom volia crear un duet amb ella per la seva banda, però, Per Gessle li encoratjaria per fer la seva en solitari. Malgrat la por de Marie, sortiria el seu primer àlbum Het vind el 1984.

## La creació deRoxette
Cap al 1986 Fredriksson va decir associar-se amb Gessle ignorant les veus que deien que no funcionaria. Enregistrarien un primer àlbum Pearls of Passion després que la primera cançó "Neverending Love" fos un èxit a Suècia. Un triomf internacional gràcies a la cançó "The Look", que arribà a ser número 1 en 25 països i, la seva aparició a l'àlbum Look Sharp! li suposà 9 milions de vendes, malgrat que en un inici la companyia discogràfica considerà la cançó com a «no apta per al mercat internacional». També destacà per la sorprenent interpretació en temes com ara: "It Must Have Been Love", "Dressed for Success", "Sleeping in My Car" o "Spending my Time".
Assolirien sis àlbums d'estudi, sense comptar els nombrosos recopilatoris i cares B, fent diverses gires mundials i van rebre una gran quantitat de premis. El darrer treball que farien juntament estaria el 2006, The Rox Box/Roxette '86-'06, un recopilatori de quatre CD's dels seus èxits i un DVD amb tots els seus vídeos. El 2009 es va anunciar la tornada pel 2010.

## En solitari
Abans d'embarcar-se en el projecte de Roxette, enregistraria Het vind i Den sjunde vågen, el seu segon CD el 1985, amb millor acolliment que l'altre.
Ja dins del grup realitzaria el tercer el 1987, Efter stormen aconseguint el número 1 a Suècia. Tenia dotze cançons i tres més en la reedició del 2003 en format CD. El següent estaria Den ständiga resan que arribaria al número 1 a Noruega, tenia setze temes i quatre més en la reedició de 2003. Els seus primers treballs també posseïen bonus en les reedicions posteriors.
El 1996 va enregistrar I en tid som var, amb edicions especials als Països Baixos i Japó. Äntligen, Marie Fredriksson Bästa 1984-2000 fou el primer recopilatori de disset cançons i dos B-sides l'any 2000; amb gira inclosa i un pack de CD posterior i DVD. Fredriksson faria Kärlekens Guld capsa de 6 CD's. El primer àlbum en anglès estaria The Change el 2004. Min bäste vän de nou en suec el 2006.
El darrer disc que enregistraria Tid för tystnad – Marie Fredriksson ballader es convertia en un altre recopilatori (2007) amb edició especial a l'Argentina. També faria una incursió a l'àlbum de seu marit (Mikael Bolyos) A Family Affair.
El seu darrer concert a Barcelona va ser el maig del 2015 al Sant Jordi Club, on Marie Frederiksson s'havia d'asseure a una cadira durant la major part del concert, per les seqüeles del tumor cerebral. El grup deixà de fer concerts l'abril de 2016 per culpa de les complicacions del tumor cerebral.

## El càncer
La cantant va patir un càncer. L'11 de setembre de 2002 es desmaià a la cuina de casa seva després d'haver estat fent exercici. Un escàner va indicar que tenia un tumor cerebral i es va sotmetre a una reeixida cirurgia per extraure'l. Mesos de quimioteràpia i radioteràpia, també va rebre danys permanents al cervell, la pèrdua de la capacitat de llegir i comptar entre d'altres. Tres anys van allunyar-la del món musical fins a The Change i la primera aparició en un escenari el 2009 juntament amb Per Gessle des de llavors. Moriria el 9 de desembre de 2019, als 61 anys, després de 17 anys lluitant contra la malaltia i deixant en vida el seu marit i dos fills.

## Discografia en solitari
- Het vind (1984)
- Den sjunde vågen (1985)
- Efter stormen (1987)
- Den ständiga resan (1992)
- I en tid som var (1996)
- Äntligen, Marie Fredriksson Bästa 1984-2000 (2000)
- Kärlekens Guld (2002)
- The Change (2004)
- Min bäste vän (2006)
- A Family Affair (2007)
- Tid för tystnad – Marie Fredriksson ballader (2007)